# Paralichthys lethostigma
Paralichthys lethostigma är en fiskart som beskrevs av Jordan och Gilbert, 1884. Paralichthys lethostigma ingår i släktet Paralichthys och familjen Paralichthyidae. Inga underarter finns listade i Catalogue of Life.